# ニューヨークの休日
『ニューヨークの休日』（ニューヨークのきゅうじつ、Sunday in New York）は1963年に公開されたアメリカ合衆国のロマンティック・コメディ映画。出演はジェーン・フォンダやロッド・テイラーなど。

## キャスト
※括弧内は日本語吹替（初回放送1972年1月23日『日曜洋画劇場』）
- アイリーン・タイラー：ジェーン・フォンダ（小原乃梨子）
- マイク・ミッチェル：ロッド・テイラー（矢島正明）
- アダム・タイラー：クリフ・ロバートソン（広川太一郎）
- ラス・ウィルソン：ロバート・カルプ（小林修）
- モナ・ハリス：ジョー・モロー（翠準子）
- ドライスデール：ジム・バッカス